# فن المايا القديم

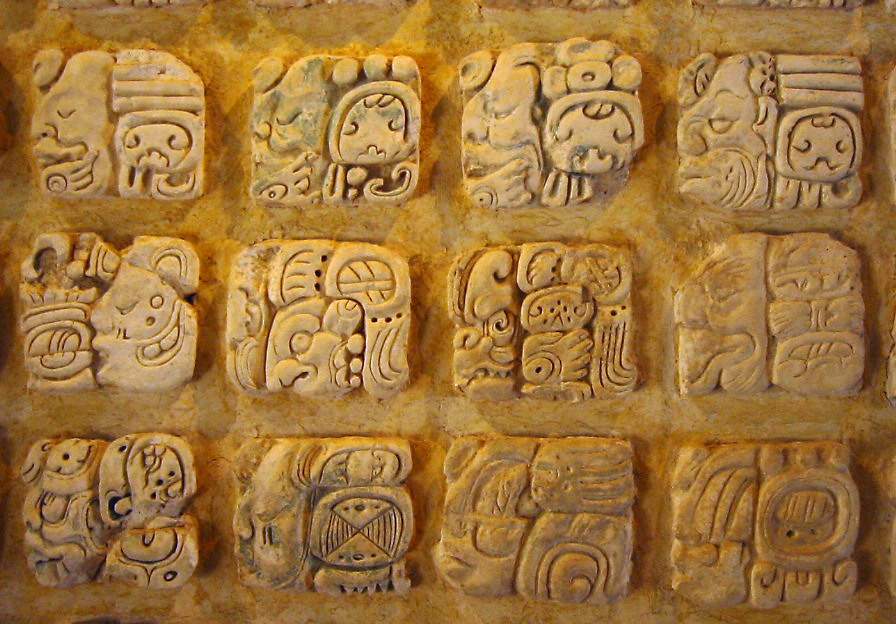

يتمحور فن المايا القديم حول الفنون المادية لحضارة المايا، وهي ثقافة شرق وجنوب شرق أمريكا الوسطى، التي يشترك فيها عدد كبير من الممالك في جنوب المكسيك الحالية وغواتيمالا وبليز وغرب هندوراس. هناك العديد من التقاليد الفنية الإقليمية جنبًا إلى جنب وعادة ما تتزامن مع الحدود المتغيرة لأنظمة حكم المايا. تشكلت هذه الحضارة في سياق الفترة ما قبل الكلاسيكية اللاحقة (منذ 750 قبل الميلاد وحتى 100 قبل الميلاد)، عندما بدأت المدن الأولى وعمارة النصب التذكارية بالتطور وظهرت الكتابة الهيروغليفية. حدث أكبر ازدهار فني لحضارة المايا خلال القرون السبعة من الفترة الكلاسيكية (منذ نحو 250 وحتى 950 ميلادي).
تميل أشكال فن المايا خلال أوائل العصر الكلاسيكي (250- 550 ميلادي) إلى أن تكون أكثر تنظيمًا، وتصبح أكثر تعبيرية خلال المرحلة الكلاسيكية المتأخرة (550- 950 ميلادي). استُوعبت تأثيرات ثقافات أمريكا الوسطى المختلفة على مدار التاريخ. كان ما يزال تأثير أسلوب أولمك واضحًا (كما هو الحال في جداريات سان بارتولو)، في أواخر عصر ما قبل الكلاسيكية، بينما في أوائل العصر الكلاسيكي، جعل أسلوب تيوتيهواكان المكسيكي المركزي نفسه محسوسًا، تماما مثل تولتك في عصر ما بعد الكلاسيكية.
مر فن المايا القديم بمرحلة ممتدة من فترة ما بعد الكلاسيكية (950- 1550 ميلادي) تركزت في شبه جزيرة يوكاتان، بعد زوال الممالك الكلاسيكية في الأراضي المنخفضة الوسطى، وذلك قبل أن تدمر الاضطرابات ثقافة البلاط وتضع حدًا للمايا في القرن السادس عشر. نجت أشكال الفن التقليدية بشكل رئيسي في مجال النسيج وتصميم المنازل الخاصة بالفلاحين.

## تاريخ فن المايا
أتاحت منشورات القرن التاسع عشر وأوائل القرن العشرين من تأليف ستيفنز وكاثروود وماودسلي ومالر وتشارناي حول فن المايا وآثار المايا، لأول مرة رسومات وصور فوتوغرافية لآثار المايا الكلاسيكية الرئيسية.
بعد هذه المرحلة الأولية، نشر هربرت سبيندن عام 1913 كتاب «دراسة عن فن المايا» (الآن منذ أكثر من قرن مضى) واضعًا الأساس لجميع التطورات اللاحقة في تاريخ فن المايا (بما في ذلك الأيقونات).  يقدم الكتاب معالجة تحليلية للموضوعات والزخارف، ولاسيما أشكال الثعبان والتنانين المنتشرة في كل مكان، واستعراضًا للفنون المادية، مثل تكوين واجهات المعابد والأسقف الهرمية والأقنعة اللوحية. حُسنت المعالجة الزمنية لفن المايا التي وضعها سبيندن في وقت لاحق (1950) من خلال تحليل الزخارف من قبل المعمارية والمتخصصة في الرسم الأثري، تاتيانا بروسكرياكوف، في كتابها «دراسة لنحت المايا الكلاسيكي».  جرد كوبلر عام 1969 أيقونات المايا التي تحتوي على معالجة للصور «التذكارية» موقعًا تلو الآخر وعالج بشكل موضعي الصور الطقسية والأسطورية (مثل «العلامة الثلاثية»)، مستنتجًا بذلك فترة من الزيادة التدريجية للمعرفة التي سرعان ما طغت عليها التطورات الجديدة.
ابتداءً من أوائل سبعينيات القرن العشرين، احتل تاريخ المايا –أولًا وقبل كل شيء بالينكي- الصدارة. انضم تفسير الفن التاريخي إلى النهج التاريخي الذي ابتكره بروسكورياكوف، بالإضافة إلى النهج الأسطوري الذي بدأه مايكل دوغلاس كو، مع أستاذة الفن ليندا شيل التي كانت بمثابة قوة دافعة. عُثر على تفسيرات شيل الأساسية لفن المايا في جميع أعمالها، وخاصة في دم الملوك الذي كتبته بالاشتراك مع ماري ميلر. كان تاريخ فن المايا مدفوعًا أيضًا بالزيادة الهائلة في الصور النحتية والخزف، بسبب الحفريات الأثرية المكثفة، فضلًا عن النهب المنظم على نطاق غير مسبوق. منذ عام 1973، نشر مايكل دوغلاس كو سلسلة من الكتب التي تعرض صورًا وتفسيرات لمزهريات غير معروفة للمايا، مع أسطورة توءم بوبول فوه لنموذج توضيحي. أضاف روبيكسك وهاليز قائمة جرد وتصنيف لمزهريات المايا المرسومة بأسلوب السفر، وبالتالي كشف المزيد عن عالم روحي بالكاد معروف حتى الآن.
أما بالنسبة للتطورات اللاحقة، فقد وضع كارل تاوب قضايا مهمة في أعمال شيل الأيقونية. تشمل الأساليب الجديدة لفن المايا دراسات ورش عمل خزفية للمايا القديمة، وتمثيل التجربة الجسدية والحواس في فن المايا والهيروغليفية التي تُعتبر وحدات أيقونية. يزداد في الوقت نفسه عدد الدراسات المخصصة للفن الضخم الموجود في بلاط معين. يمكن الحصول على انطباع جيد عن الدراسات الفنية الحديثة في تاريخ الفن المكسيكي وأمريكا الشمالية من فهرس المعرض «فن البلاط في المايا القديمة» (2004). 

## العمارة

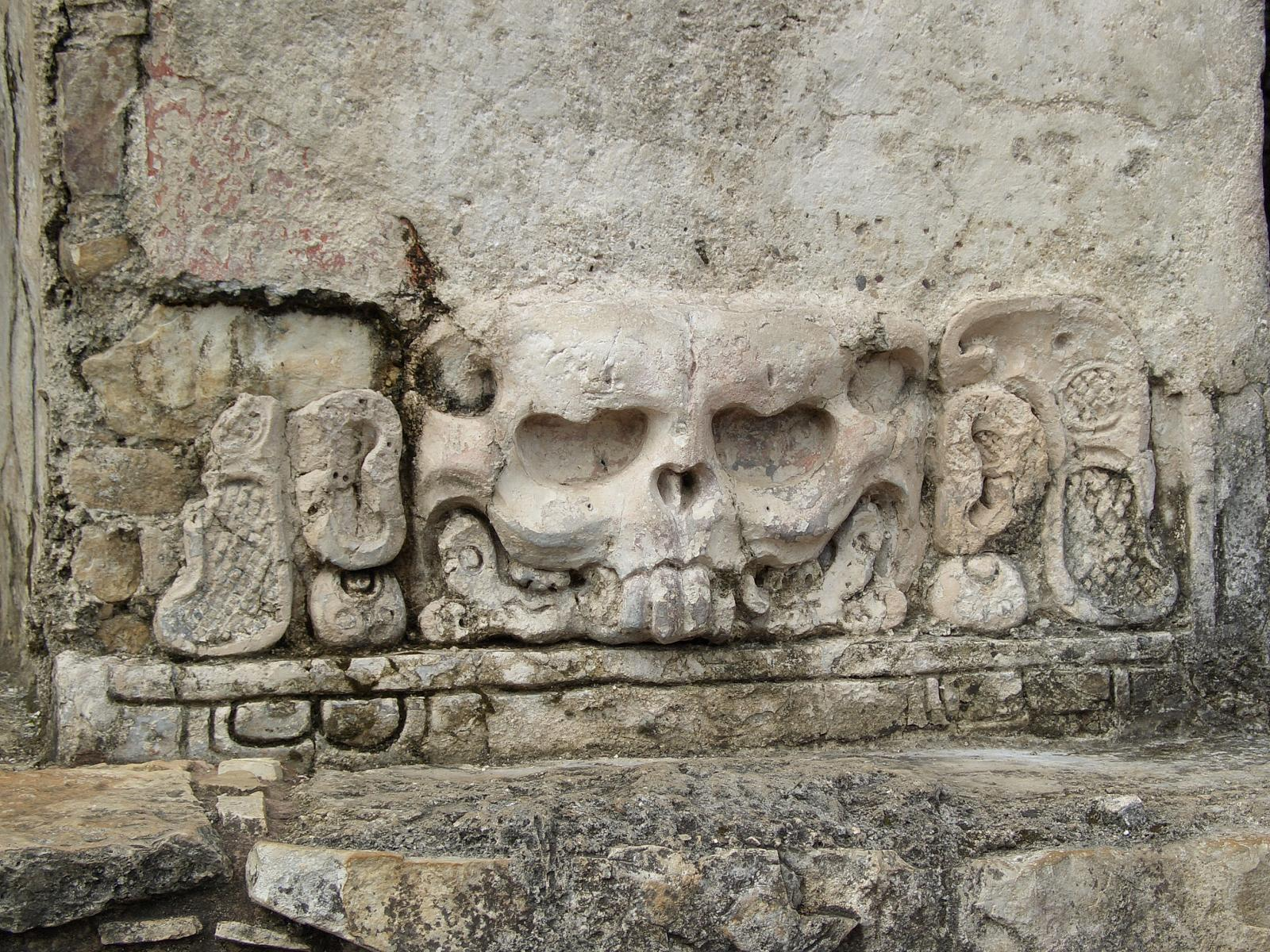
من أثار معبد الجمجمة الّذي يعود إلى حضارة المايا

يتميز تخطيط بلدات ومدن المايا وبشكل أكثر تحديدًا المراكز الاحتفالية حيث أقامت العائلات المالكة والحاشية، بإيقاع الأرضيات الضخمة من الزخارف الجصية الأفقية في الساحات التي تقع غالبًا على مستويات مختلفة وتتصل بسلالم عريضة وغالبًا ما تكون شديدة الانحدار وتعلوها أهرامات المعابد. وُسعت المباني المتتالية في ظل العهود المتتالية وذلك بإضافة طبقات جديدة من المواد المالئة والطبقة الجصية. شكلت قنوات الري والخزانات والمصارف، البنية التحتية الهيدرولكية. كانت هياكل النبلاء الأقل شهرة والمعابد الأصغر والأضرحة الفردية خارج المركز الاحتفالي (خاصة في المنطقة الجنوبية التي تشبه أحيانًا الأكروبول)، محاطة بالأقسام الخاصة بعامة الناس. تنتشر الجسور الشبيهة بالسد (سكابيب) من «المراكز الاحتفالية» إلى نوى السكن الأخرى. بالتوافق مع مفهوم «حالة المسرح»، يبدو أنه أولي المزيد من الاهتمام للمعايير الجمالية على حساب صلابة المبنى. مع ذلك، جرى الاهتمام أيضًا للتوجيه بحسب الاتجاهات السماوية.